# Povstání na svatého Jiří

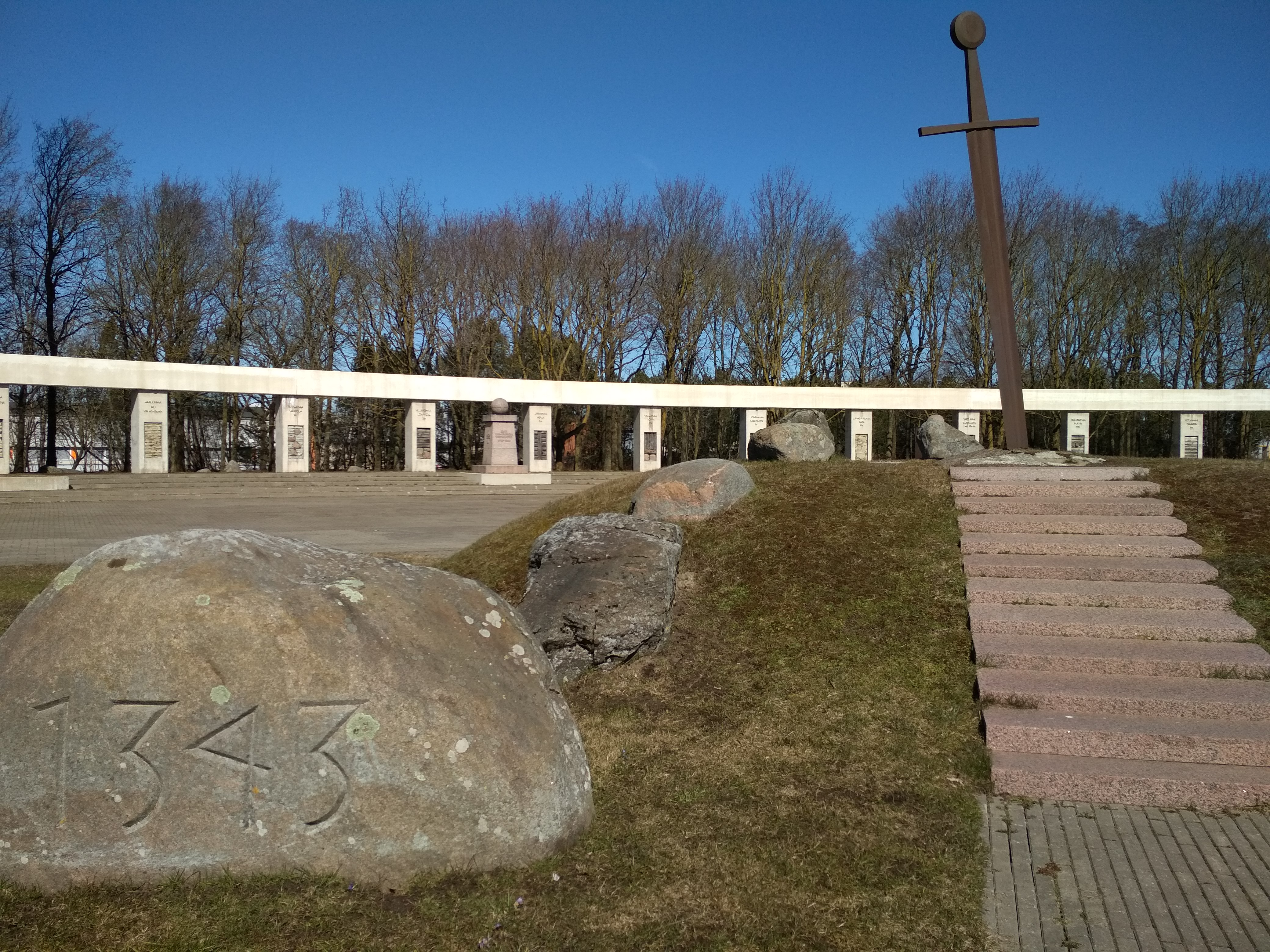
Památník bitvy u Sõjamäe

Povstání na svatého Jiří nebo Svatojiřské noční povstání (estonsky: Jüriöö ülestõus) bylo pohanské protikřesťanské a protikřižácké povstání v Estonsku, jež proběhlo v letech 1343–1345. Po počátečním úspěchu byla vzpoura rozdrcena Řádem německých rytířů. Povstání se odehrávalo na území Estonského vévodství, biskupství Ösel-Wiek a na území pod kontrolou Řádu německých rytířů. Cílem rebelie bylo vyhnat dánské a německé křižáky a statkáře, kteří dobyli zemi ve 13. století během livonské křížové výpravy, a vymýtit vnucené a nepůvodní křesťanské náboženství. Jedním z důsledků povstání bylo, že Dánové oblast opustili: V roce 1346 bylo Estonské vévodství prodáno za 19 000 kolínských marek dánským králem Řádu německých rytířů. K přesunu suverenity z Dánska na Řád došlo 1. listopadu 1346. Povstání inspirovalo několik historických románů, například román Tasuja (Mstitel) Eduarda Bornhöheho.

## Kontext
V roce 1261 bylo Estonsko kolonizováno křižáky z Německa a Dánska. Cizí vládci uvalili daně a cla, i když si domorodé obyvatelstvo zachovalo jistá práva, jako například právo nosit zbraň. Útlak zesílil, když cizí vládnoucí třída začala stavět panská sídla po celé zemi. Váha povinností stoupla s represí domorodého náboženství a ekonomickým vykořisťováním ze strany katolické církve. Oblast byla také politicky nestabilní. Dánové se stále více dostávali do střetů s Němci. 80 % dánských vazalů v Estonském vévodství byli Němci z Vestfálska, 18 % byli Dánové a 2 % Estonci.

## 1. fáze: Povstání v Harjumaa a Läänemaa
V noci na svatého Jiří (23. dubna) 1343 byl zapálením domu na kopci dán signál ke koordinovanému útoku na cizince v provincii Harjumaa. Povstalci vypálili všechna šlechtická sídla a zabili všechny Němce, kteří jim padli do rukou, včetně žen a dětí. Mimo jiné vypálili cisterciácké opatství Padise a zmasakrovali 28 mnichů, kterým se nepodařilo uprchnout.
Po počátečním úspěchu si Estonci mezi sebou zvolili čtyři krále. Králové spolu s povstaleckou armádou postupovali do Revalu (Tallinnu) ovládaného Dány a oblehli město s 10 000 muži. V první bitvě pod Tallinnem zvítězili Estonci. Vůdci povstání však věděli, že jejich prvotní úspěch je z velké části dán momentem překvapení a počátečním šokem protivníka, proto ihned hledali mezinárodní oporu. Vyslali delegaci ke švédským úředníkům v Åbo (dnes Turku) a Vyborgu, aby švédskému králi nabídli předání dobytých dánských pevností a území, pokud Švédové pošlou vojenskou pomoc. Švédští místodržícící slíbili, že postaví armádu.

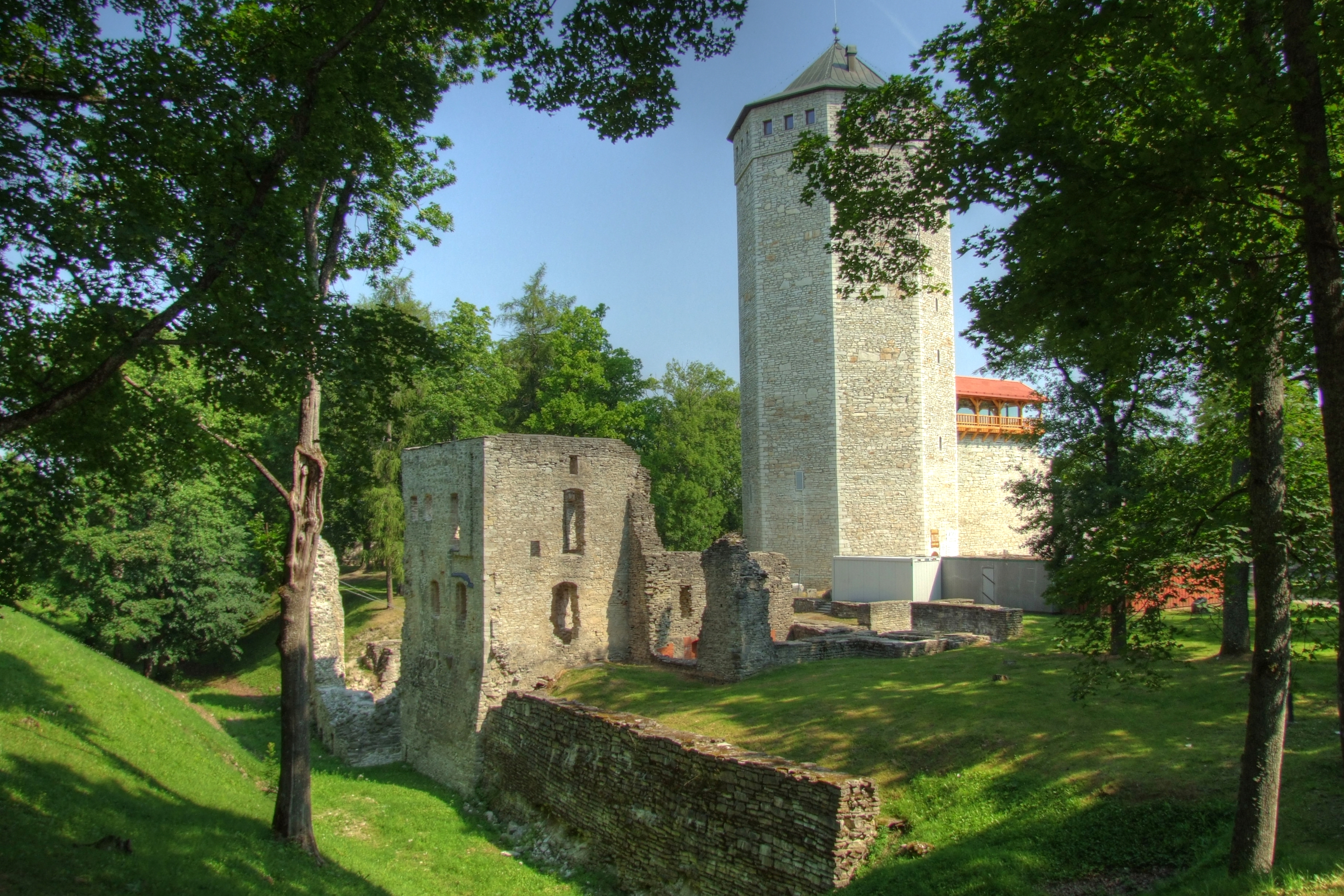
Hrad Paide

O několik dní později se Estonci v provincii Rotalia (Lääne) zřekli křesťanství a zabili všechny Němce, které našli. Poté, co byl venkov pevně v estonských rukou, povstalecká armáda oblehla město Hapsal (dnes Haapsalu), hlavní město biskupství Ösel-Wiek. Podle německých kronik bylo v Läänemaa zabito 1800 Němců. Brzy po masakru začali k hradu Weissenstein (dnes Paide) proudit vyděšení přeživší. Kastelán hradu okamžitě poslal dopis mistrovi Livonského řádu, v němž ho zpravil o situaci. lĹivonský velmistr Burchard von Dreileben poslal k Estoncům jednoho bratra, „který znal jejich jazyk a kterého znali“ (pravděpodobně domorodého člena řádu) a požádal je, aby vyslali delegaci do Weissensteinu, aby vysvětlila důvody své vzpoury. Slíbil také, že napraví minulé křivdy a naváže dobré vztahy s Estonci. Vzbouřenci poslali své čtyři krále do Weissensteinu v doprovodu tří panošů. Estonci také nechali povstaleckým územích projít biskupa z Revalu, aby se zúčastnil jednání. Velký počet rytířů, kteří dorazili na jednání, naznačuje, že skutečný cíl setkání byl však jiný.
4. května se obě strany sešly k jednání. Sám livonský velmistr byl mluvčím německé strany. Estonští králové nabídli, že se stanou vazaly Livonského řádu za předpokladu, že nad sebou nebudou mít žádné suverény. Mistr chtěl vědět, proč zabili tolik lidí. Dostal údajně odpověď, že každý Němec si zaslouží být zabit, i kdyby byl jen dvě stopy vysoký. Velitel řádu Burchard von Dreileben prohlásil odpověď za pobuřující. Prohlásil, že čtyři králové a jejich družina zůstávají na svobodě, ale nesmějí opustit hrad Weissenstein, dokud jejich povstalecký houf nebude poražen v boji. Čtyři králové byli nedodržením čestných záruk pobouřeni. Dožadovali se propuštění, aby mohli naplnit svůj osud se svou armádou, ale marně. Když byla estonská delegace eskortována do ubikací, byla náhle napadena německými hostiteli na nádvoří hradu. V následném boji byli všichni čtyři králové a jejich panoši rozsekáni k smrti. Německé kroniky viní z incidentu samotné vyslance. Moderní historici toto vysvětlení odmítají a říkají, že zabít vůdce povstání pod nějakou záminkou byl od počátku cíl celého jednání.
Velká armáda vedená velmistrem řádu poté rychle postupovala směrem k Revalu a cestou rekrutovala další bojovníky. Větší estonská jednotky, která byla vyslána, aby zablokovala postup rytířů, byla konfrontována v bitvě u Kanavere, jež proběhla 11. května 1343. Estonci takticky ustoupili do bažiny Kanavere. Protože rytíři nemohli v bažině použít svou těžkou jízdu, sesedli a pokračovali v boji pěšky. Bažina nebyla příliš velká a početně silnější síly Řádu dokázaly povstaleckou armádu zcela obklíčit. Bitva tak skončila německým vítězstvím. Estonské ztráty v bitvě činily 1600 mužů.
Burchard von Dreileben se chtěl vyhnout tomu, aby se střetl s hlavní silou estonské armády, strategicky tábořící vedle velké bažiny, kde by těžká kavalerie Řádu ztratila svou převahu. Proto se rozhodl použít lsti a poslal k Estoncům vyjednavače, kteří nabídli povstalcům vazalství bez statkářů. Estonci nabídku přijali a vyslanci se vrátili k Němcům. Von Dreileben mezitím nechal umístit dva prapory kavalérie mezi bažinou a estonským táborem. Poté, co vyslanci doručili Řádu přijetí podmínek (14. května 1343), němečtí rytíři zaútočili. Estonci zahájili ústup směrem k bažině. Kvůli předsunutým jednotkám německého jezdectva nebyli schopni tento manévr dokončit a v bitvě, která následovala, bylo zabito 3000 Estonců. Toto střetnutí je známo jako bitva u Sõjamäe.

## Švédská a ruská zápletka
Od zajatého dezertéra se němečtí rytíři i Dánové dozvěděli, že Estoncům byla přislíbena vojenská pomoc ze Švédska, které nedávno dobylo několik dánských území ve Skandinávii. Očekávali, že švédské síly dorazí do Estonska za pět dní. Poddaní dánského krále v Tallinnu se ze strachu před Švédy uchýlili pod ochranu Řádu. Místodržící z Vyborgu dorazil s velkou armádou 18. května a jeho kolega z Åbo o den později. Avšak poté, co Švédové objevili dánskou pevnost v rukou Řádu a estonskou armádu naprosto poraženou, spokojili se s pleněním v okolí Revalu. Poté se vrátili zpět do Finska.
Estonci se pokusili o poslední zoufalý krok a vyslali poselstvo do Pskova, v naději, že by jim mohli pomoci Rusové. Dne 26. května 1343 skutečně 5000 Pskovanů vpadlo do biskupství Dorpat (Tartu). Protože však povstání v Estonsku již bylo z velké části rozdrceno, byl Řád schopen vyslat proti nim dostatek vojáků. Když jich zabili asi pětinu, Rusové se stáhli. Velmistr vedl hlavní voj Řádu do Rotalie, aby prolomil obléhání Hapsaly. Estonci ustoupili z města bez boje a znovu se uchýlili do bažin. Na začátku zimy se velmistr Livonského řádu vrátil s posilami z Německa a potlačil zbývající odpor. Posledními estonskými pevnostmi, které padly, byly Varbola a Loone (Lohu).

## 2. fáze: Povstání v Öselu
Odpor Estonců neutichl zcela. Rok po povstání, 24. července 1344, se Oselané v Öselu (ostrovy Saaremaa a Muhumaa) zřekli křesťanství, zabili všechny Němce a kněze utopili v moři. Téhož dne se shromáždili kolem hradu Livonského řádu v Pöide. Hrad se po osmidenním obléhání vzdal. Kastelán hradu spolu s posádkou livonských rytířů měli slíbený volný průchod. Bez ohledu na to byli všichni obránci hradu zabiti poté, co prošli branou. Saaremaa a Muhumaa zůstaly v pohanských rukou až do zimy. Jakmile bylo moře mezi ostrovy a kontinentem zamrzlé, velmistr řádu s čerstvými posilami z Pruska překročil moře a napadl Saaremu. Německá armáda vyplenila a vypálila všechny vesnice, na které narazila, a nakonec oblehla pevnost Purtsa, jednu z největších estonských pevností na ostrově. V zimě roku 1344, jeden den před masopustním úterým, pronikli rytíři do pevnosti poté, co strhli jedno z cimbuří. Podle Wiganda z Marburgu bylo v pevnosti zabito 2000 lidí. Němci ztratili 500 vojáků. Oselský král Vesse byl zajat, mučen a poté popraven. Nicméně Saaremaa zůstala svobodná a neochvějně protikřesťanská, protože německá armáda byla nucena přejít zpět na kontinent, než mořský led na jaře roztál a cesty se staly neprostupnými pro posily z Pruska. V zimě roku 1345 se křesťanská armáda vrátila do Saaremy, kde osm dní drancovala. Nakonec Oselané požádali o mír. Obě strany dosáhly dohody a armáda Livonského řádu opustila Saaremu poté, co Oselané neochotně souhlasili s vydáním rukojmích a stržením pevnosti hradu Maasilinna. Podmíněnou kapitulací Öselu povstání na svatého Jiří definitivně skončilo.

## Následky
Po ztrátě Revalu a Wesenbergu (dnes Rakvere) ve prospěch Livonského řádu v roce 1343 ztratilo silně oslabené Dánsko také Narvu v roce 1345. Poté král Valdemar IV. v roce 1346 prodal celé Estonské vévodství německým rytířům za 19 000 stříbrných marek (4 tuny stříbra). Dalších 6000 marek bylo vyplaceno braniborskému markraběti. Dalším důsledkem Svatojiřského nočního povstání bylo úplné vyhlazení zbytků nekřesťanské estonské šlechty v severním Estonsku.